# Novembre 1994

## Faits marquants
- 6 novembre (Formule 1) : Grand Prix automobile du Japon.

- 8 novembre : 
  - résolution 955 du Conseil de sécurité de l'ONU qui crée le Tribunal pénal international pour le Rwanda.
  - Élection pour la première fois depuis 1952 d’une majorité républicaine dans les deux Chambres du Congrès des États-Unis.

- 13 novembre : 
  - la Suède se prononce par référendum favorable à l'entrée dans l'Union européenne.
  - 13 novembre (Formule 1) : Grand Prix automobile d'Australie.
- 14 novembre : début des liaisons commerciales d'Eurostar dans le tunnel sous la Manche.
- 15 novembre : élections au Népal.
- 27 – 28 novembre : référendum en Norvège, qui refuse d'adhérer à l'Union européenne.

## Naissances
- 2 novembre : Lala &ce, rappeuse francophone.
- 9 novembre : Dylan Thiry, candidat de télé-réalité et influenceur luxembourgeois.
- 10 novembre :
  - Takuma Asano, footballeur japonais.
  - Andre De Grasse, athlète canadien, spécialiste du sprint.
  - Zoey Deutch, actrice américaine.
  - Fantine Lesaffre, nageuse française.
  - Manon Mollé, golfeuse française.
- 11 novembre : Denis Bouanga, footballeur gabonais.
- 18 novembre : Kendra Claricia Brinkop, cavalière allemande.
- 20 novembre : 
  - Timothy Kitum, athlète kényan.
  - Fadwa Sidi Madane, athlète marocaine.
- 25 novembre : Rasmus Larsen, joueur de basket-ball danois († 13 mai 2015).
- 29 novembre : Clara Della Vedova, gymnaste française
- 30 novembre : 
  - Nyjah Huston, skateur.
  - William Melling, acteur britannique.

## Décès
- 4 novembre : Sam Francis, peintre américain.
- 10 novembre : Carmen McRae, chanteuse de jazz américaine (° 8 avril 1920).
- 14 novembre : René Radius, résistant et un homme politique français (°13 octobre 1907).
- 18 novembre : Cab Calloway jazzman américain.
- 19 novembre : Étienne Ritter, peintre français (° 17 février 1934).
- 24 novembre : Paul Brunelle, chanteur country québécois.
- 26 novembre : Omer Vanaudenhove, homme politique belge (° 3 décembre 1913).
- 28 novembre: Jeffrey Dahmer, tueur en série américain (° 21 mai 1960)

- 30 novembre :
  - Guy Debord, l'un des fondateurs de l'Internationale situationniste.
  - Lionel Stander, acteur.
  - Connie Kay, batteur de jazz américain (° 27 avril 1927).